# Le idee ricostruttive della Democrazia Cristiana
Le idee ricostruttive della Democrazia Cristiana è un opuscolo diffuso clandestinamente a firma di Demofilo il 26 luglio 1943. In questo scritto Alcide De Gasperi, il suo reale autore, presenta il primo schema programmatico della futura Democrazia Cristiana all'indomani della caduta del fascismo e dell'apertura di una nuova stagione di confronto politico in Italia.

## Autori
De Gasperi, che era stato l'ultimo segretario politico del Partito Popolare Italiano, lo preparò a Roma tra la fine del 1942 e i primi mesi del 1943 in collaborazione con Paolo Bonomi, Pietro Campilli, Camillo Corsanego, Guido Gonella, Achille Grandi, Giovanni Gronchi, Stefano Riccio, Pasquale Saraceno, Mario Scelba e Giuseppe Spataro.
Inizialmente ciclostilato e distribuito in pochissime copie, a partire dal luglio 1943 fu stampato in diverse città italiane per favorirne una diffusione più ampia. Con ulteriori integrazioni apportate sempre da De Gasperi, nel 1944 divenne il programma della Democrazia Cristiana.

## Contenuto
Nell'opuscolo viene proposta per l'Italia la visione di uno Stato postfascista e democratico, capace di inserire le grandi masse popolari nella vita politica del paese e questo nei consessi internazionali. Tra l'altro si afferma la necessità:
- che "Una Corte Suprema di garanzia dovrà tutelare lo spirito e la lettera della Costituzione, difendendola dagli abusi dei pubblici poteri e dagli attentati dei Partiti"
- della "costituzione delle Regioni come enti autonomi"... perché ... "Nell'ambito dell'autonomia regionale troveranno adeguata soluzione i problemi specifici del Mezzogiorno e delle Isole."
- di un piano di riforme nell'industria, nell'agricoltura e nel regime tributario.